# Hannah Quinlivan

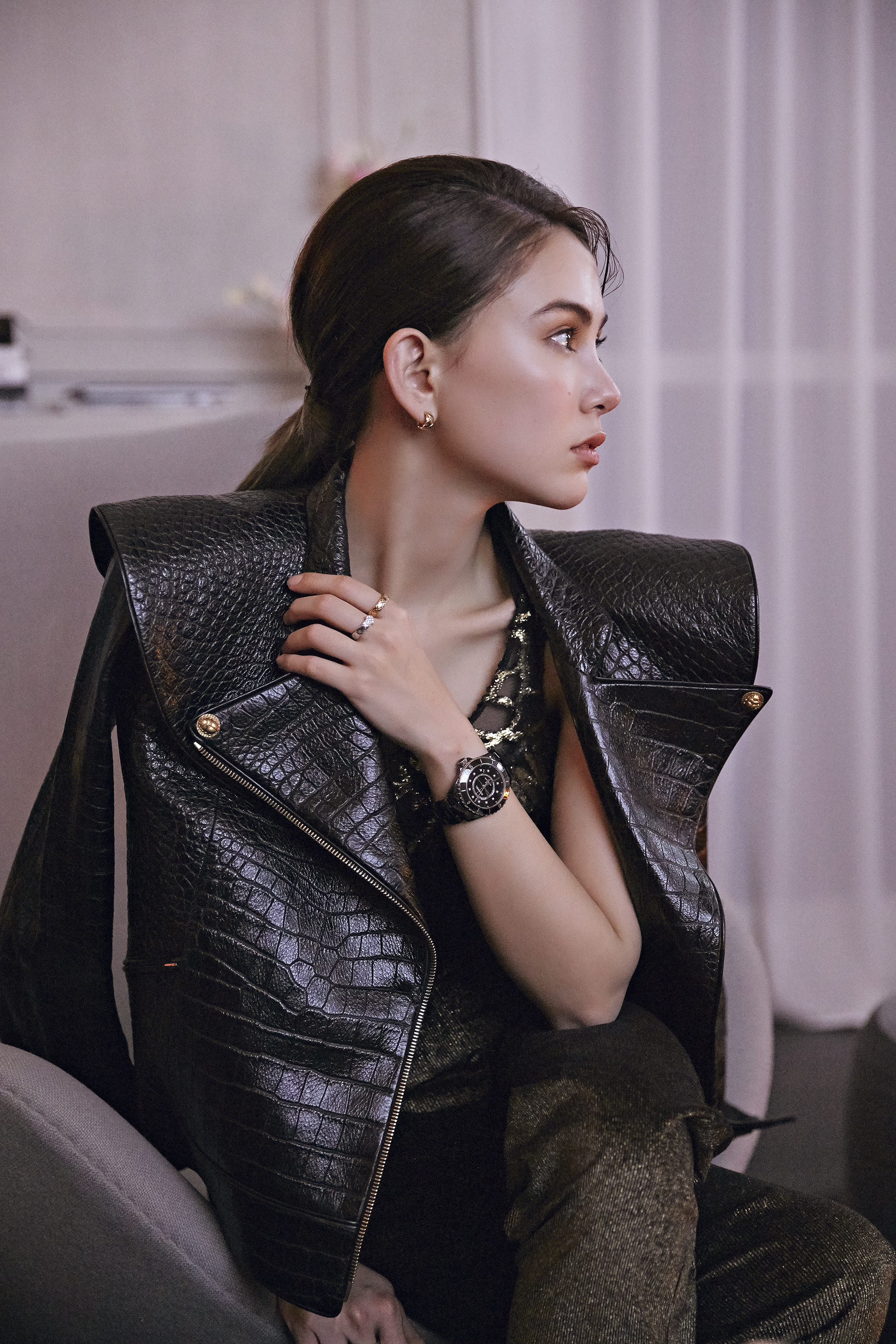
Hannah Quinlivan (2019)

Hannah Quinlivan (ur. 12 sierpnia 1993 w Tajpej) – tajwańsko-australijska aktorka i modelka.

## Filmografia

### Filmy
| Rok  | Tytuł                                                 | Rola              | Uwagi | Przypisy    |
| ---- | ----------------------------------------------------- | ----------------- | ----- | ----------- |
| 2013 | Zhi qi                                                | Chang Jo-hsi      |       |             |
| 2014 | Twa-Tiu-Tiann                                         | Wu Jo-Lin         |       |             |
| 2017 | Szanghajska robota (S.M.A.R.T. Chase, Ji zhi zhui ji) | J.Jae An          |       | [ 1 ]       |
| 2018 | Drapacz chmur (Skyscraper)                            | Xia               |       | [ 2 ] [ 3 ] |
| 2019 | Góra w ogniu (Skyfire)                                | Meng Li           |       | [ 3 ]       |
| 2021 | Chi Zha Feng Yun                                      | Lili Lu           |       |             |
| 2023 | Zabójca (Assassin)                                    | agentka specjalna |       | [ 4 ]       |

### Telewizja
| Rok  | Tytuł                             | Rola        | Uwagi              | Przypisy |
| ---- | --------------------------------- | ----------- | ------------------ | -------- |
| 2012 | Ai shang qiao ke li               | Kelly Peng  |                    |          |
| 2013 | Mei you ming zi de tian dian dian | Lin Chia-Yi | 2 odc.             |          |
| 2014 | Huang yan you xi                  | pasażerka   | miniserial, 1 odc. |          |
| 2015 | Ming Ruo Xiao Xi                  | Lucy Lin    | 26 odc.            |          |